# De ooievaar van Begonia
De ooievaar van Begonia is het achtste stripverhaal van Jommeke. De reeks wordt getekend door striptekenaar Jef Nys.

## Personages
- Jommeke
- Flip
- Hieroniemus (ooievaar)
- Professor Gobelijn
- Filiberke
- De begijntjes (Begonia, Eufrasie, Prudentia, Antonella, Scholastica, Ursula, Eulalie en Petronella)
- Kleinere rollen : Theofiel, Marie, Pekkie, Annemieke, Rozemieke, ouders Hieroniemus

## Verhaal
Jommeke kijkt met zijn verrekijker naar een vlucht ooievaars en merkt dat één ervan een gilet en een strikje draagt. Hij stuurt Flip er achterna met een vuurpijl die echter in volle vlucht ontploft. Flip wordt gered door professor Gobelijn vanuit een vliegend tuig dat hij zelf gebouwd heeft, maar dat later neerstort. Jommeke en Flip volgen de ooievaar en komen zo in het begijnhof terecht waar hij zijn nest heeft.
De begijnen zijn verrukt over de terugkeer van de ooievaar en vieren dit met koffie uit hun grote koffiekan. Daarna wordt de ooievaar in processie rondgedragen. De ooievaar blijkt goed gekend in de buurt en is beste vriendjes met de visleurder. Terug in het begijnhof vertelt een van de begijntjes, Begonia, hen het verhaal van de ooievaar. Zij trok naar het begijnhof omdat ze niet met de visleurder mocht trouwen van haar moeder. In het begijnhof ontfermde zij haar over de ooievaar Hieroniemus die uit zijn nest was gevallen. Hij trok die winter niet mee met zijn ouders naar het zuiden, maar die keerden het jaar erop niet terug. Zo zorgde Begonia verder voor de ooievaar.
Het verhaal van Begonia veroorzaakt heimwee bij Flip. Die overtuigt Hieronymus ervan om hem terug naar Afrika te brengen voor een kort bezoekje aan zijn geboorteland. Zij vertrekken in het geheim, maar Jommeke is hier niet tevreden mee. Ook in het begijnhof is er paniek over de verdwijning van de ooievaar. Jommeke en zijn vrienden vertrekken samen met professor Gobelijn en Begonia in zijn nieuwe vliegtuig. Zij vinden Flip en Hieronymus terug, maar storten neer in de zee. Flip en Hieronymus keren terug naar het begijnhof om hulp te halen. De begijnen vertrekken per vliegtuig. Na de drenkelingen gevonden te hebben, besluiten ze een schip te verwittigen via de radio. De dove Prudentia begrijpt dit verkeerd en springt met haar parachute in zee. De begijnen in het vliegtuig redden haar van een haai door hun koffiekan naar beneden te gooien. Een schip redt de drenkelingen, maar professor Gobelijn vindt dan de methode om terug met zijn vliegtuig te vertrekken.
Flip en Hieronymus zijn er ondertussen van onder gemuisd en belanden in Egypte. Daar vinden ze de ouders van Hieronymus terug. Zij besluiten allemaal terug te keren naar het begijnhof. Flip wil alsnog zelf vertrekken naar Afrika, maar wordt tegengehouden door Jommeke.

## Achtergronden bij het verhaal
- In dit verhaal maken de begijntjes hun debuut in de reeks. Zij komen nog regelmatig voor. In dit album zijn ze nog met zo'n 33, maar verderop in de reeks neemt hun aantal gestaag af. In de jaren 1960 waren begijnen nog een frequent voortkomende religieuze orde, maar in de 21ste eeuw zijn er zo goed als geen begijnen meer. Niettemin blijven zij in de stripreeks van Jommeke verder voorkomen. Ook de ooievaar Hieroniemus zal nog in latere albums voorkomen, maar minder frequent dan de begijntjes.
- Het vliegtuig van professor Gobelijn is een verre voorloper van de vliegende bol. Het tuig heeft nog vleugels en verschilt wezenlijk van de uiteindelijke vliegende bol.